# Vladimir Salnikov
Vladimir Salnikov (n. 21 mai 1960, Leningrad, RSFS Rusă, URSS) este un antrenor ce a reprezentat Uniunea Republicilor Sovietice Socialiste, medaliat olimpic. A participat la 3 ediții ale Jocurilor Olimpice (1976, 1980, 1988) în care a câștigat 4 medalii de aur.